# Erki Nool
Erki Nool, né le 25 juin 1970 à Võru, est un ancien athlète estonien, pratiquant le décathlon. Il fut de 2005 à 2007 conseiller municipal de la ville de Tallinn et est désormais élu au parlement d'Estonie.

## Carrière

### Carrière sportive
Il réalise son premier décathlon à plus de 8 000 points en 1992, aux championnats nationaux à Tartu.
En 1995, il remporte le prestigieux meeting de Götzis, avec un record d'Estonie à  8 575 points, grâce notamment à un saut en longueur de 8,10 m, aussi record d'Estonie. Aux championnats du monde de Göteborg il obtient la 4e place.
En 1998, Erki Nool est de nouveau vainqueur à Götzis, avec un nouveau record à 8 672 points, puis à la coupe d'Europe des épreuves combinées à Tallinn. Il remporte le décathlon des championnats d'Europe de Budapest avec 8 667 points, devançant le Finlandais Eduard Hämäläinen et le Russe Lev Lobodin.
Il remporte ensuite la médaille d'or des Jeux olympiques 2000 de Sydney, après avoir failli faire zéro au disque. Bien qu'il ne remporte aucune des dix épreuves, il totalise le meilleur score (8 641 points), dominant notamment Roman Šebrle de 35 points.
En 2001 il ramène une médaille d'argent d'Edmonton, s'inclinant face au Tchèque Tomáš Dvořák. Il y réalise son meilleur total, à 8 815 points.
Il met un terme à sa carrière sportive à la suite de l'heptathlon des championnats d'Europe d'athlétisme en salle de 2005, une épreuve dont il avait été champion d'Europe en 1996 et vice-champion du monde en 1997 et 1999.

## Vie privée
Un de ses fils, Robin (né en 1998), est perchiste. Il détient le record national junior avec 5,31 m. Il a participé aux championnats du monde juniors 2016 (qualifications, 5,10 m) et aux championnats d'Europe juniors 2017 où il termine 4e.

## Avis sur l'homosexualité
Nool a pris position contre la loi introduisant un partenariat civil pour des couples du même sexe en Estonie en 2013,. Selon lui, des personnes ayant des désirs homosexuels devraient se contrôler pour éviter des contacts homosexuels.
Ceux qui veulent s'abstenir de tout comportement homosexuel devraient éviter de fréquenter des homosexuels pratiquants.
Dans ce contexte, Nool a comparé le désir des personnes homosexuelles de vivre leur sexualité au désir des personnes hétérosexuelles d'avoir des relations sexuelles extraconjugales et prénuptiales.
Après que le Parlement estonien a adopté la loi introduisant un partenariat civil le 9 octobre 2014, Nool a déclaré au magazine Kroonika qu'il ne parlerait pas d'homosexualité à ses enfants. Il continuerait à cultiver la normalité.

### Carrière politique
De 2005 à 2007, Erki Nool a été conseiller municipal de la ville de Tallinn.
En 2007, il a été élu député (Isamaa) au Parlement d'Estonie (Riigikogu).

## Palmarès
| Date | Compétition                           | Lieu                                  | Résultat | Épreuve    | Points |
| ---- | ------------------------------------- | ------------------------------------- | -------- | ---------- | ------ |
| 1992 | Jeux olympiques                       | Barcelone                             | —        | Décathlon  | DNF    |
| 1994 | Championnats d'Europe en salle        | Paris                                 | 5e       | Heptathlon | 5 945  |
| 1994 | Championnats d'Europe                 | Helsinki                              | 10e      | Décathlon  | 7 953  |
| 1995 | Championnats du monde en salle        | Barcelone                             | 7e       | Heptathlon | 5 887  |
| 1995 | Hypo-Meeting                          | Götzis                                | 1er      | Décathlon  | 8 575  |
| 1995 | Championnats du monde                 | Göteborg                              | 4e       | Décathlon  | 8 268  |
| 1996 | Championnats d'Europe en salle        | Stockholm                             | 1er      | Heptathlon | 6 188  |
| 1996 | Hypo-Meeting                          | Götzis                                | 3e       | Décathlon  | 8 447  |
| 1996 | Jeux olympiques                       | Atlanta                               | 6e       | Décathlon  | 8 543  |
| 1997 | Championnats du monde en salle        | Paris                                 | 2e       | Heptathlon | 6 213  |
| 1997 | Coupe d'Europe                        | Tallinn                               | 2e       | Décathlon  | 8 289  |
| 1997 | Championnats du monde                 | Athènes                               | 6e       | Décathlon  | 8 413  |
| 1997 | Décastar                              | Talence                               | 3e       | Décathlon  | 8 353  |
| 1998 | Hypo-Meeting                          | Götzis                                | 1er      | Décathlon  | 8 672  |
| 1998 | Coupe d'Europe                        | Tallinn                               | 1er      | Décathlon  | 8 628  |
| 1998 | Championnats d'Europe                 | Budapest                              | 1er      | Décathlon  | 8 667  |
| 1998 | Coupe du monde des épreuves combinées | Coupe du monde des épreuves combinées | 1er      | Décathlon  | 25 967 |
| 1999 | Championnats du monde en salle        | Maebashi                              | 2e       | Heptathlon | 6 374  |
| 1999 | Hypo-Meeting                          | Götzis                                | 2e       | Décathlon  | 8 460  |
| 1999 | Championnats du monde                 | Séville                               | 14e      | Décathlon  | 7 568  |
| 1999 | Décastar                              | Talence                               | 2e       | Décathlon  | 8 664  |
| 2000 | Championnats d'Europe en salle        | Gand                                  | 3e       | Heptathlon | 6 200  |
| 2000 | Hypo-Meeting                          | Götzis                                | 3e       | Décathlon  | 8 742  |
| 2000 | Jeux olympiques                       | Sydney                                | 1er      | Décathlon  | 8 641  |
| 2000 | Décastar                              | Talence                               | 2e       | Décathlon  | 8 706  |
| 2000 | Coupe du monde des épreuves combinées | Coupe du monde des épreuves combinées | 1er      | Décathlon  | 26 089 |
| 2001 | Championnats du monde en salle        | Lisbonne                              | 5e       | Heptathlon | 6 074  |
| 2001 | Hypo-Meeting                          | Götzis                                | 2e       | Décathlon  | 8 604  |
| 2001 | Championnats du monde                 | Edmonton                              | 2e       | Décathlon  | 8 815  |
| 2001 | Coupe du monde des épreuves combinées | Coupe du monde des épreuves combinées | 2e       | Décathlon  | 25 839 |
| 2002 | Championnats d'Europe en salle        | Vienne                                | 3e       | Heptathlon | 6 084  |
| 2002 | Championnats d'Europe                 | Munich                                | 2e       | Décathlon  | 8 438  |
| 2003 | Championnats du monde en salle        | Birmingham                            | —        | Heptathlon | DNF    |
| 2003 | Championnats du monde                 | Paris                                 | —        | Décathlon  | DNF    |
| 2004 | Championnats du monde en salle        | Budapest                              | 5e       | Heptathlon | 6 093  |
| 2004 | Jeux olympiques                       | Athènes                               | 8e       | Décathlon  | 8 235  |
| 2005 | Championnats d'Europe en salle        | Madrid                                | 12e      | Heptathlon | 5 712  |

## Records
Il détient le record d'Estonie du décathlon (8 815 points), du saut en longueur (8,10 m) et de l'heptathlon (6 374 points). Il fait également partie de l'équipe qui a détenu le record d'Estonie du relais 4 × 100 mètres (39 s 69 en 2002).
| Épreuve           | Performance    | Lieu            | Date                    |
| ----------------- | -------------- | --------------- | ----------------------- |
| 100 mètres        | 10 s 43        | Kuressaare      | 1er janvier 1995        |
| Saut en longueur  | 8,10 m (NR)    | Götzis          | 27 mai 1995             |
| Lancer du poids   | 15,11 m        | Sydney          | 27 septembre 2000       |
| Saut en hauteur   | 2,03 m         | Götzis Edmonton | 30 mai 1998 6 août 2001 |
| 400 mètres        | 46 s 23        | Edmonton        | 6 août 2001             |
| 110 mètres haies  | 14 s 37        | Götzis          | 4 juin 2000             |
| Lancer du disque  | 45,28 m        | Arles           | 8 juin 2003             |
| Saut à la perche  | 5,60 m         | Tallinn         | 5 juillet 1998          |
| Lancer du javelot | 71,91 m        | Uniondale       | 20 juillet 1998         |
| 1 500 mètres      | 4 min 29 s 48  | Sydney          | 28 septembre 2000       |
| Décathlon         | 8 815 pts (NR) | Edmonton        | 6 août 2001             |

| Épreuve          | Performance    | Lieu     | Date                           |
| ---------------- | -------------- | -------- | ------------------------------ |
| 60 mètres        | 6 s 72         | Tallinn  | 17 février 1996 6 février 1999 |
| Saut en longueur | 7,82 m         | Tallinn  | 29 janvier 2000                |
| Lancer du poids  | 14,97 m        | Tallinn  | 6 février 1999                 |
| Saut en hauteur  | 2,05 m         | Lipetsk  | 9 février 1991                 |
| 60 mètres haies  | 8 s 08         | Paris    | 9 mars 1997                    |
| Saut à la perche | 5,50 m         | Maebashi | 7 mars 1999                    |
| 1 000 mètres     | 2 min 38 s 62  | Maebashi | 7 mars 1999                    |
| Heptathlon       | 6 374 pts (NR) | Maebashi | 7 mars 1999                    |